# المجرات الحلزونية غير المنتظمة

مجرة الزوبعة والمجرة المدارية لها, تعد هذه المجرة من المجرات الحلزونية غير المنتظمة مركزياً

المجرات الحلزونية غير المنتظمة مركزياً هي نوع من المجرات الحلزونية التي لا تحتوي على الانتظام المركزي أو ليست من المجرات الحلزونية المنتظمة مركزياً. 
في تصنيف المجرات يأخذ هذا النوع المسمى SA. المجرات الحلزونية غير المنتظمة مركزياً هي إحدى الأنواع الثلاثة للمجرات الحلزونية وهذا تحت نظام التصنيف الخاص بـفاوكوليورس الاثنتان الأخريان هما: المجرات الحلزونية المنتظمة مركزياً والمجرات الحلزونية المتوسطة.
تحت تصنيف هابل تعد هذه المجرة نوع من نوعين للمجرات الحلزونية النوع الثاني هو المجرات الحلزونية المنتظمة مركزياً.